# Nicsara excisa
Nicsara excisa är en insektsart som beskrevs av Heinrich Hugo Karny 1926. Nicsara excisa ingår i släktet Nicsara och familjen vårtbitare. Inga underarter finns listade i Catalogue of Life.